# Atletismo nos Jogos Olímpicos de Verão de 2020 - 100 m feminino
O evento dos 100 metros rasos feminino nos Jogos Olímpicos de Verão de 2020 ocorreu entre 30 e 31 de julho de 2021 no Estádio Olímpico. Esperava-se que aproximadamente 80 atletas participassem; o número exato dependia de quantas nações usariam vagas de universalidade para inserir atletas, além das 56 classificatórias por tempo ou ranking (23 vagas de universalidade foram usadas em 2016). 71 atletas de 55 CONs participaram do evento.
Elaine Thompson-Herah venceu a prova com um tempo de 10,61 segundos, conquistando sua segunda medalha de ouro consecutiva no evento, quebrando também o recorde olímpico após 33 anos de Florence Griffith-Joyner. Esta foi sua terceira medalha de ouro olímpica. A medalha de prata foi conquistada pela medalhista de bronze em 2016 e campeã em 2008 e 2012 nesta prova, Shelly-Ann Fraser-Pryce, enquanto Shericka Jackson conquistou a medalha de bronze, completando o pódio jamaicano.

## Medalhistas
| Ouro   | JAM Elaine Thompson-Herah   |
| Prata  | JAM Shelly-Ann Fraser-Pryce |
| Bronze | JAM Shericka Jackson        |

## Sumário
No início de maio, a bicampeã olímpica Shelly-Ann Fraser-Pryce fez uma declaração categórica de que sua carreira não havia acabado. Treze anos após sua primeira medalha de ouro, ela correu não apenas seu recorde pessoal, mas a marca número 2 de todos os tempos 10,63. Ela disputou as seletivas olímpicas jamaicanas, enquanto a atual campeã olímpica Elaine Thompson-Herah não mostrou o mesmo tipo de forma, terminando como a última classificada em terceiro lugar. Nas seletivas dos Estados Unidos, Sha'Carri Richardson correu para 10,86, potencialmente estabelecendo uma prova acirrada em Tóquio, todavia, Richardson foi retirada da competição após um teste de drogas dar positivo para cannabis, apesar de atletas saírem em sua defesa.
As eliminatórias revelaram que Marie-Josée Ta Lou estava pronta para entrar na briga, estabelecendo o recorde africano de 10,78 para liderar a rodada. Fraser-Pryce liderou a semifinal em 10,73 acima de Thompson-Herah. Ta-Lou e a vice-campeã do Jamaican Trials, Shericka Jackson, estavam abaixo de 10,80. Daryll Neita foi as finais com 10,992, enquanto Michelle-Lee Ahye perdeu a final com 10,993.
Fraser-Pryce é conhecida por suas largadas rápidas. Na final ela saiu bem, mas Thompson-Herah saiu rapidamente com ela. A 30 metros, Thompson-Herah assumiu a liderança, com Jackson e Ta Lou lutando pelo bronze. A partir daí, Thompson-Herah separou-se de Fraser-Pryce. Jackson se separou de Ta Lou e ganhou de Fraser-Pryce. A três metros da chegada, Thompson-Herah ergueu o braço esquerdo comemorando uma vitória clara. Fraser-Pryce tinha muita vantagem para Jackson alcançá-la, mas ela completou o pódio jamaicano, o trio 0,15 à frente da próxima competidora Ta Lou. O 10,61 de Thompson-Herah não foi apenas uma vitória clara, foi uma melhoria de 0,09 em seu recorde pessoal. Ele bateu o recorde olímpico de Florence Griffith Joyner em 1988 e empatou com a segunda corrida mais rápida de Griffith Joyner, tirando Fraser-Pryce da segunda posição na lista de todos os tempos.
Thompson-Herah se juntou a Wyomia Tyus, Gail Devers e Fraser-Pryce como as únicas mulheres a defender seu título dos 100 metros. Ao vencer a medalha de prata, Fraser-Pryce se tornou a primeira pessoa, homem ou mulher, a vencer 4 medalhas olímpicas no evento dos 100m.

## Qualificação
Um Comitê Olímpico Nacional (CON) pode inscrever até 3 atletas no evento feminino de 100 metros se todos as atletas atendessem ao padrão de inscrição ou se classificassem por ranking durante o período de qualificação (o limite de 3 está em vigor desde o Congresso Olímpico de 1930). O tempo padrão a qualificação é 11,15 segundos. Este padrão foi "estabelecido com o único propósito de qualificar atletas com desempenhos excepcionais incapazes de se qualificar através do caminho do Ranking Mundial da IAAF". O ranking mundial, baseado na média dos cinco melhores resultados do atleta durante o período de qualificação e ponderado pela importância do encontro, será usado para qualificar os atletas até que o limite de 56 seja alcançado.
O período de qualificação foi originalmente de 1 de maio de 2019 a 29 de junho de 2020. Devido à pandemia de COVID-19, este período foi suspenso de 6 de abril de 2020 a 30 de novembro de 2020, com a data de término estendida para 29 de junho de 2021. O início do período do ranking mundial a data também foi alterada de 1 de maio de 2019 para 30 de junho de 2020; as atletas que atingiram o padrão de qualificação naquela época ainda estavam qualificados, mas aqueles que usavam as classificações mundiais não seriam capazes de contar os desempenhos durante esse tempo. Os padrões de tempo de qualificação podem ser obtidos em várias competições durante o período determinado que tenham a aprovação da IAAF. Apenas competições ao ar livre eram elegíveis para arrancadas e obstáculos curtos, incluindo os 100 metros. Os campeonatos de área mais recentes podem ser contados no ranking, mesmo que não durante o período de qualificação.
Os CONs também podem usar seu lugar de universalidade – cada CON pode inscrever uma atleta independentemente do tempo, se não houver nenhuma atleta que atenda ao padrão de entrada a um evento de atletismo – nos 100 metros.

## Formato
O evento continua a usar as preliminares mais o formato de três rodadas principais introduzido em 2012. As atletas que não atenderam ao padrão de qualificação (ou seja, foram inscritas por meio de vagas de universalidade) competiram nas preliminares; aquelas que atenderam ao padrão começaram na primeira rodada eliminatória.

## Calendário
Horário local (UTC+9)
| 30 de julho  | 30 de julho   | 31 de julho | 31 de julho |
| 9:00         | 12:15         | 19:15       | 21:50       |
| ------------ | ------------- | ----------- | ----------- |
| Preliminares | Eliminatórias | Semifinais  | Final       |

## Recordes
Antes desta competição, os recordes mundiais e olímpicos da prova eram:
| Tipo | Atleta                   | Tempo | Local        | Data                   |
| ---- | ------------------------ | ----- | ------------ | ---------------------- |
|      | Florence Griffith-Joyner | 10.49 | Indianápolis | 16 de julho de 1988    |
|      | Florence Griffith-Joyner | 10.62 | Seul         | 24 de setembro de 1988 |

### Por região
| Área                               | Tempos | Vento | Atleta                   | Nação           |
| ---------------------------------- | ------ | ----- | ------------------------ | --------------- |
| África                             | 10.78  | +1.6  | Murielle Ahouré          | Costa do Marfim |
| Ásia                               | 10.79  | +0.0  | Li Xuemei                | China           |
| Europa                             | 10.73  | +2.0  | Christine Arron          | França          |
| América do Norte, Central e Caribe | 10.49  | +0.0  | Florence Griffith-Joyner | Estados Unidos  |
| Oceania                            | 11.11  | +1.9  | Melissa Breen            | Austrália       |
| Oceania                            | 11.11  | +0.0  | Denise Robertson         | Austrália       |
| América do Sul                     | 10.91  | -0.2  | Rosângela Santos         | Brasil          |

Os seguintes novos recordes foram estabelecidos durante esta competição:
| Data        | Prova | Atleta                | Nacionalidade | Tempo | Recordes         |
| ----------- | ----- | --------------------- | ------------- | ----- | ---------------- |
| 1 de agosto | Final | Elaine Thompson-Herah | Jamaica       | 10.61 | Recorde olímpico |

Thompson-Herah estabeleceu o novo recorde olímpico, melhorando o tempo de Florence Griffith-Joyner, de 1988, em 0,01 segundos. Este era o quarto recorde olímpico mais antigo no atletismo.
Além disso, os seguintes recordes nacionais foram estabelecidos durante a competição:
| CON             | Atleta                    | Rodada        | Tempo | Notas            |
| --------------- | ------------------------- | ------------- | ----- | ---------------- |
| Afeganistão     | AFG Kamia Yousufi         | Preliminares  | 13.29 |                  |
| Malawi          | MAW Asimenye Simwaka      | Preliminares  | 11.76 |                  |
| Malawi          | MAW Asimenye Simwaka      | Primeira fase | 11.68 |                  |
| Palestina       | PLE Hanna Barakat         | Preliminares  | 12.16 |                  |
| Suíça           | SUI Mujinga Kambundji     | Primeira fase | 10.95 |                  |
| Suíça           | SUI Ajla del Ponte        | Primeira fase | 10.91 |                  |
| Costa do Marfim | CIV Marie-Josée Ta Lou    | Primeira fase | 10.78 | Recorde africano |
| Gambia          | GAM Gina Bass             | Primeira fase | 11.12 |                  |
| Jamaica         | JAM Elaine Thompson-Herah | Final         | 10.61 | Recorde olímpico |

## Resultados

### Preliminares

Largada da bateria 2.

A fase preliminar da competição contou com atletas que não haviam alcançado o tempo de qualificação exigido para o evento. Atletas que havia conquistado aquele tempo foi dispensado no primeiro round propriamente dito.
Regra de qualificação: as três primeiras de cada bateria (Q) e o tempo mais rápido (q) avançam a próxima fase.
Vento – Bateria 1: +0.3 m/s; Bateria 2: +0.5 m/s; Bateria 3: +0.8 m/s.

#### Bateria 1
| Pos. | Raia | Atleta                   | CON                       | Reação | Tempo | Notas                |
| ---- | ---- | ------------------------ | ------------------------- | ------ | ----- | -------------------- |
| 1    | 6    | Natacha Ngoye Akamabi    | CGO Congo                 | 0.124  | 11.47 | Q,                   |
| 2    | 8    | Maggie Barrie            | SLE Serra Leoa            | 0.142  | 11.53 | Q,                   |
| 3    | 5    | Amya Clarke              | SKN São Cristóvão e Neves | 0.155  | 11.67 | Q                    |
| 4    | 9    | Djénébou Danté           | MLI Mali                  | 0.169  | 12.12 | Recorde da temporada |
| 5    | 1    | Hadel Aboud              | LBA Líbia                 | 0.126  | 12.70 | Recorde pessoal      |
| 6    | 2    | Bashair Obaid Al Manwari | QAT Catar                 | 0.142  | 13.12 | Recorde pessoal      |
| 7    | 7    | Kamia Yousufi            | AFG Afeganistão           | 0.157  | 13.29 | Recorde nacional     |
| 8    | 3    | Alba Mbo Nchama          | GEQ Guiné Equatorial      | 0.148  | 13.36 | Recorde pessoal      |
| 9    | 4    | Amed Elna                | COM Comores               | 0.161  | 14.30 | Recorde pessoal      |

#### Bateria 2
| Pos. | Raia | Atleta              | CON                | Reação | Tempo | Notas                |
| ---- | ---- | ------------------- | ------------------ | ------ | ----- | -------------------- |
| 1    | 3    | Farzaneh Fasihi     | IRI Irã            | 0.142  | 11.76 | Q                    |
| 2    | 8    | Azreen Nabila Alias | MAS Malásia        | 0.168  | 11.77 | Q,                   |
| 3    | 4    | Mudhawi Al-Shammari | KUW Kuwait         | 0.167  | 11.82 | Q                    |
| 4    | 5    | Regine Tugade       | GUM Guam           | 0.135  | 12.17 | Recorde da temporada |
| 5    | 7    | Charlotte Afriat    | MON Mônaco         | 0.131  | 12.35 |                      |
| 6    | 9    | Silina Pha Aphay    | LAO Laos           | 0.170  | 12.41 | Recorde da temporada |
| 7    | 6    | Hsieh Hsi-en        | TPE Taipé Chinês   | 0.171  | 12.49 | Recorde pessoal      |
| 8    | 2    | Sarswati Chaudhary  | NEP Nepal          | 0.158  | 12.91 | Recorde da temporada |
| 9    | 1    | Yasmeen Al-Dabbagh  | KSA Arábia Saudita | 0.153  | 13.34 |                      |

#### Bateria 3
| Pos. | Raia | Atleta             | CON                   | Reação | Tempo | Notas            |
| ---- | ---- | ------------------ | --------------------- | ------ | ----- | ---------------- |
| 1    | 9    | Joella Lloyd       | ANT Antígua e Barbuda | 0.179  | 11.55 | Q                |
| 2    | 5    | Asimenye Simwaka   | MAW Malawi            | 0.164  | 11.76 | Q,               |
| 3    | 7    | Alvin Tehupeiory   | INA Indonésia         | 0.194  | 11.89 | Q,               |
| 4    | 1    | Carla Scicluna     | MLT Malta             | 0.152  | 12.11 | q                |
| 5    | 4    | Hanna Barakat      | PLE Palestina         | 0.164  | 12.16 | Recorde nacional |
| 6    | 8    | Mazoon Al Alawi    | OMA Omã               | 0.191  | 12.35 |                  |
| 7    | 3    | Aïssata Deen Conte | GUI Guiné             | 0.157  | 12.43 | Recorde pessoal  |
| 8    | 6    | Matie Stanley      | TUV Tuvalu            | 0.159  | 14.52 | Recorde pessoal  |
| 9    | 2    | Houlèye Ba         | MTN Mauritânia        | 0.147  | 15.26 | Recorde pessoal  |

### Eliminatórias
Regras de qualificação: as 3 primeiras em cada bateria (Q) e os 3 tempos mais rápidos (q) avançam as semifinais.
Vento – Bateria 1: -0.1 m/s; Bateria 2: +0.1 m/s; Bateria 3: -0.4 m/s; Bateria 4: -0.3 m/s; Bateria 5: +1.3 m/s; Bateria 6: -0.1 m/s; Bateria 7: -0.2 m/s.

#### Bateria 1
| Pos. | Raia | Atleta                | CON                   | Reação | Tempo | Notas                |
| ---- | ---- | --------------------- | --------------------- | ------ | ----- | -------------------- |
| 1    | 5    | Teahna Daniels        | USA Estados Unidos    | 0.136  | 11.04 | Q                    |
| 2    | 4    | Dina Asher-Smith      | GBR Grã-Bretanha      | 0.103  | 11.07 | Q                    |
| 3    | 8    | Murielle Ahouré       | CIV Costa do Marfim   | 0.132  | 11.16 | Q,                   |
| 4    | 7    | Ge Manqi              | CHN China             | 0.149  | 11.20 | q                    |
| 5    | 6    | Salomé Kora           | SUI Suíça             | 0.146  | 11.25 |                      |
| 6    | 9    | Marije van Hunenstijn | NED Países Baixos     | 0.158  | 11.27 | Recorde da temporada |
| 7    | 2    | Joella Lloyd          | ANT Antígua e Barbuda | 0.173  | 11.54 |                      |
| 8    | 3    | Asimenye Simwaka      | MAW Malawi            | 0.161  | 11.68 | Recorde nacional     |

#### Bateria 2
| Pos. | Raia | Atleta                | CON                   | Reação | Tempo | Notas                |
| ---- | ---- | --------------------- | --------------------- | ------ | ----- | -------------------- |
| 1    | 7    | Elaine Thompson-Herah | JAM Jamaica           | 0.158  | 10.82 | Q                    |
| 2    | 5    | Mujinga Kambundji     | SUI Suíça             | 0.111  | 10.95 | Q, =                 |
| 3    | 6    | Tatjana Pinto         | GER Alemanha          | 0.164  | 11.16 | Q                    |
| 4    | 4    | Khamica Bingham       | CAN Canadá            | 0.156  | 11.21 | q                    |
| 5    | 3    | Rosângela Santos      | BRA Brasil            | 0.180  | 11.33 | Recorde da temporada |
| 6    | 9    | Kelly-Ann Baptiste    | TTO Trinidad e Tobago | 0.150  | 11.48 |                      |
| 7    | 8    | Vittoria Fontana      | ITA Itália            | 0.149  | 11.53 |                      |
| 8    | 2    | Alvin Tehupeiory      | INA Indonésia         | 0.189  | 11.92 |                      |

#### Bateria 3
| Pos. | Raia | Atleta              | CON                | Reação | Tempo | Notas                |
| ---- | ---- | ------------------- | ------------------ | ------ | ----- | -------------------- |
| 1    | 4    | Alexandra Burghardt | GER Alemanha       | 0.133  | 11.08 | Q                    |
| 2    | 6    | Javianne Oliver     | USA Estados Unidos | 0.150  | 11.15 | Q                    |
| 3    | 9    | Anna Bongiorni      | ITA Itália         | 0.147  | 11.35 | Q                    |
| 4    | 7    | Roda Njobvu         | ZAM Zâmbia         | 0.130  | 11.40 | (.394)               |
| 5    | 8    | Liang Xiaojing      | CHN China          | 0.159  | 11.40 | (.396)               |
| 6    | 5    | Tristan Evelyn      | BAR Barbados       | 0.125  | 11.42 |                      |
| 7    | 3    | Margaret Barrie     | SLE Serra Leoa     | 0.148  | 11.45 | Recorde da temporada |
| 8    | 2    | Farzaneh Fasihi     | IRI Irã            | 0.143  | 11.79 |                      |

#### Bateria 4
| Pos. | Raia | Atleta                | CON                       | Reação | Tempo | Notas                |
| ---- | ---- | --------------------- | ------------------------- | ------ | ----- | -------------------- |
| 1    | 4    | Marie-Josée Ta Lou    | CIV Costa do Marfim       | 0.161  | 10.78 | Q, =                 |
| 2    | 7    | Daryll Neita          | GBR Grã-Bretanha          | 0.107  | 10.96 | Q,                   |
| 3    | 5    | Crystal Emmanuel      | CAN Canadá                | 0.148  | 11.18 |                      |
| 4    | 6    | Lorène Bazolo         | POR Portugal              | 0.134  | 11.31 |                      |
| 5    | 3    | Maja Mihalinec Zidar  | SLO Eslovênia             | 0.130  | 11.54 | Recorde da temporada |
| 6    | 9    | Ángela Tenorio        | ECU Equador               | 0.137  | 11.59 |                      |
| 7    | 2    | Amya Clarke           | SKN São Cristóvão e Neves | 0.153  | 11.71 |                      |
| —    | 8    | Vitória Cristina Rosa | BRA Brasil                | —      | —     | DNS                  |

#### Bateria 5
| Pos. | Raia | Atleta                       | CON          | Reação | Tempo | Notas |
| ---- | ---- | ---------------------------- | ------------ | ------ | ----- | ----- |
| 1    | 4    | Shelly-Ann Fraser-Pryce      | JAM Jamaica  | 0.128  | 10.84 | Q     |
| 2    | 5    | Ajla Del Ponte               | SUI Suíça    | 0.131  | 10.91 | Q,    |
| 3    | 6    | Nzubechi Grace Nwokocha      | NGR Nigéria  | 0.161  | 11.00 | Q,    |
| 4    | 7    | Gina Bass                    | GAM Gâmbia   | 0.134  | 11.12 | q,    |
| 5    | 2    | Rafaéla Spanoudaki-Hatziriga | GRE Grécia   | 0.133  | 11.45 |       |
| 6    | 8    | Inna Eftimova                | BUL Bulgária | 0.145  | 11.46 |       |
| 7    | 9    | Dutee Chand                  | IND Índia    | 0.148  | 11.54 |       |
| 8    | 3    | Carla Scicluna               | MLT Malta    | 0.178  | 12.16 |       |

#### Bateria 6
| Pos. | Raia | Atleta                  | CON              | Reação | Tempo | Notas |
| ---- | ---- | ----------------------- | ---------------- | ------ | ----- | ----- |
| 1    | 7    | Blessing Okagbare       | NGR Nigéria      | 0.147  | 11.05 | Q     |
| 2    | 5    | Asha Philip             | GBR Grã-Bretanha | 0.110  | 11.31 | Q     |
| 3    | 6    | Tynia Gaither           | BAH Bahamas      | 0.141  | 11.34 | Q     |
| 4    | 9    | Krystsina Tsimanouskaya | BLR Bielorrússia | 0.149  | 11.47 |       |
| 5    | 8    | María Isabel Pérez      | ESP Espanha      | 0.151  | 11.51 |       |
| 6    | 3    | Natacha Ngoye Akamabi   | CGO Congo        | 0.137  | 11.52 |       |
| 7    | 2    | Azreen Nabila Alias     | MAS Malásia      | 0.173  | 11.91 |       |

#### Bateria 7
| Pos. | Raia | Atleta              | CON                   | Reação | Tempo | Notas                |
| ---- | ---- | ------------------- | --------------------- | ------ | ----- | -------------------- |
| 1    | 6    | Michelle-Lee Ahye   | TTO Trinidad e Tobago | 0.123  | 11.06 | Q                    |
| 2    | 5    | Shericka Jackson    | JAM Jamaica           | 0.170  | 11.07 | Q                    |
| 3    | 7    | Jenna Prandini      | USA Estados Unidos    | 0.148  | 11.11 | Q,                   |
| 4    | 8    | Diana Vaisman       | ISR Israel            | 0.132  | 11.27 | Recorde da temporada |
| 5    | 4    | Hana Basic          | AUS Austrália         | 0.147  | 11.32 |                      |
| 6    | 2    | Wei Yongli          | CHN China             | 0.174  | 11.48 | Recorde da temporada |
| 7    | 9    | Jasmine Abrams      | GUY Guiana            | 0.148  | 11.49 |                      |
| 8    | 3    | Mudhawi Al-Shammari | KUW Kuwait            | 0.167  | 11.81 |                      |

### Semifinais
Regras de qualificação: as 2 primeiras em cada bateria (Q) e os 2 tempos mais rápidos (q) avançam a final.
Vento – Semifinal 1: 0.0 m/s; Semifinal 2: -0.2 m/s; Semifinal 3: +0.3 m/s.

#### Semifinal 1
| Pos. | Raia | Atleta                | CON                | Reação | Tempo | Notas                |
| ---- | ---- | --------------------- | ------------------ | ------ | ----- | -------------------- |
| 1    | 4    | Elaine Thompson-Herah | JAM Jamaica        | 0.157  | 10.76 | Q                    |
| 2    | 6    | Ajla Del Ponte        | SUI Suíça          | 0.109  | 11.01 | Q                    |
| 3    | 7    | Dina Asher-Smith      | GBR Grã-Bretanha   | 0.148  | 11.05 |                      |
| 4    | 8    | Jenna Prandini        | USA Estados Unidos | 0.149  | 11.11 | Recorde da temporada |
| 5    | 2    | Khamica Bingham       | CAN Canadá         | 0.150  | 11.22 |                      |
| 6    | 3    | Tynia Gaither         | BAH Bahamas        | 0.130  | 11.31 |                      |
| 7    | 9    | Tatjana Pinto         | GER Alemanha       | 0.163  | 11.35 |                      |
| —    | 5    | Blessing Okagbare     | NGR Nigéria        | —      | —     | DNS                  |

#### Semifinal 2
| Pos. | Raia | Atleta              | CON                   | Reação | Tempo | Notas                |
| ---- | ---- | ------------------- | --------------------- | ------ | ----- | -------------------- |
| 1    | 5    | Marie-Josée Ta Lou  | CIV Costa do Marfim   | 0.147  | 10.79 | Q                    |
| 2    | 6    | Shericka Jackson    | JAM Jamaica           | 0.147  | 10.79 | Q                    |
| 3    | 4    | Michelle-Lee Ahye   | TTO Trinidad e Tobago | 0.132  | 11.00 | Recorde da temporada |
| 4    | 7    | Alexandra Burghardt | GER Alemanha          | 0.151  | 11.07 |                      |
| 5    | 9    | Javianne Oliver     | USA Estados Unidos    | 0.166  | 11.08 |                      |
| 6    | 2    | Crystal Emmanuel    | CAN Canadá            | 0.149  | 11.21 |                      |
| 7    | 3    | Ge Manqi            | CHN China             | 0.145  | 11.22 |                      |
| 8    | 8    | Asha Philip         | GBR Grã-Bretanha      | 0.134  | 11.30 |                      |

#### Semifinal 3
| Pos. | Raia | Atleta                  | CON                 | Reação | Tempo | Notas |
| ---- | ---- | ----------------------- | ------------------- | ------ | ----- | ----- |
| 1    | 5    | Shelly-Ann Fraser-Pryce | JAM Jamaica         | 0.136  | 10.73 | Q     |
| 2    | 7    | Mujinga Kambundji       | SUI Suíça           | 0.128  | 10.96 | Q     |
| 3    | 6    | Teahna Daniels          | USA Estados Unidos  | 0.144  | 10.98 | q,    |
| 4    | 4    | Daryll Neita            | GBR Grã-Bretanha    | 0.135  | 11.00 | q     |
| 5    | 9    | Nzubechi Grace Nwokocha | NGR Nigéria         | 0.142  | 11.07 |       |
| 6    | 2    | Gina Bass               | GAM Gâmbia          | 0.140  | 11.16 |       |
| 7    | 8    | Murielle Ahouré         | CIV Costa do Marfim | 0.124  | 11.28 |       |
| 8    | 3    | Anna Bongiorni          | ITA Itália          | 0.159  | 11.38 |       |

### Final
A final foi disputada em 31 de julho, às 21:50 locais.
Vento: -0.6 m/s.
| Pos.              | Raia | Atleta                  | CON                 | Reação | Tempo | Notas           |
| ----------------- | ---- | ----------------------- | ------------------- | ------ | ----- | --------------- |
| Medalha de ouro   | 4    | Elaine Thompson-Herah   | JAM Jamaica         | 0.150  | 10.61 | ,               |
| Medalha de prata  | 5    | Shelly-Ann Fraser-Pryce | JAM Jamaica         | 0.139  | 10.74 |                 |
| Medalha de bronze | 7    | Shericka Jackson        | JAM Jamaica         | 0.152  | 10.76 | Recorde pessoal |
| 4                 | 6    | Marie-Josée Ta Lou      | CIV Costa do Marfim | 0.158  | 10.91 |                 |
| 5                 | 8    | Ajla Del Ponte          | SUI Suíça           | 0.129  | 10.97 |                 |
| 6                 | 9    | Mujinga Kambundji       | SUI Suíça           | 0.138  | 10.99 |                 |
| 7                 | 3    | Teahna Daniels          | USA Estados Unidos  | 0.144  | 11.02 |                 |
| 8                 | 2    | Daryll Neita            | GBR Grã-Bretanha    | 0.108  | 11.12 |                 |

Legenda
| Recorde mundial      | Recorde mundial (World record)               |                       | Recorde africano                      | Recorde africano (African) |                                           | Q | Classificado por posição (Qualified) |
| Recorde olímpico     | Recorde olímpico (Olympic record)            | Recorde da América    | Recorde da América (Americas)         | q                          | Classificado por melhor tempo (Qualified) |   |                                      |
| Melhor marca do ano  | Melhor marca do ano (World leading)          | Recorde asiático      | Recorde asiático (Asian)              | DNS                        | Não largou (Did not start)                |   |                                      |
| Recorde nacional     | Recorde nacional (National record)           | Recorde europeu       | Recorde europeu (European)            | DNF                        | Não terminou (Did not finish)             |   |                                      |
| Recorde pessoal      | Recorde pessoal do atleta (Personal best)    | Recorde da Oceania    | Recorde da Oceania (Oceania)          | DSQ / DQ                   | Desclassificado (Disqualified)            |   |                                      |
| Recorde da temporada | Recorde da temporada do atleta (Season best) | Recorde sul-americano | Recorde sul-americano (South America) | NM                         | Sem marca (No mark)                       |   |                                      |